# Liste der Kulturdenkmale in Hellerberge
Die Liste der Kulturdenkmale in Hellerberge umfasst sämtliche Kulturdenkmale der Dresdner Gemarkung Hellerberge. Die Anmerkungen sind zu beachten.
Diese Liste ist eine Teilliste der Liste der Kulturdenkmale in Dresden. 

Diese Liste ist eine Teilliste der Liste der Kulturdenkmale in Sachsen.

## Legende
- Bild: Bild des Kulturdenkmals, ggf. zusätzlich mit einem Link zu weiteren Fotos des Kulturdenkmals im Medienarchiv Wikimedia Commons. Wenn man auf das Kamerasymbol klickt, können Fotos zu Kulturdenkmalen aus dieser Liste hochgeladen werden:
- Bezeichnung: Denkmalgeschützte Objekte und ggf. Bauwerksname des Kulturdenkmals
- Lage: Straßenname und Hausnummer oder Flurstücknummer des Kulturdenkmals. Die Grundsortierung der Liste erfolgt nach dieser Adresse. Der Link (Karte) führt zu verschiedenen Kartendiensten mit der Position des Kulturdenkmals. Fehlt dieser Link, wurden die Koordinaten noch nicht eingetragen. Sind diese bekannt, können sie über ein Tool mit einer Kartenansicht einfach nachgetragen werden. In dieser Kartenansicht sind Kulturdenkmale ohne Koordinaten mit einem roten bzw. orangen Marker dargestellt und können durch Verschieben auf die richtige Position in der Karte mit Koordinaten versehen werden. Kulturdenkmale ohne Bild sind an einem blauen bzw. roten Marker erkennbar.
- Datierung: Baubeginn, Fertigstellung, Datum der Erstnennung oder grobe zeitliche Einordnung entsprechend des Eintrags in der sächsischen Denkmaldatenbank
- Beschreibung: Kurzcharakteristik des Kulturdenkmals entsprechend des Eintrags in der sächsischen Denkmaldatenbank, ggf. ergänzt durch die dort nur selten veröffentlichten Erfassungstexte oder zusätzliche Informationen
- ID: Vom Landesamt für Denkmalpflege Sachsen vergebene, das Kulturdenkmal eindeutig identifizierende Objekt-Nummer. Der Link führt zum PDF-Denkmaldokument des Landesamtes für Denkmalpflege Sachsen. Bei ehemaligen Kulturdenkmalen können die Objektnummern unbekannt sein und deshalb fehlen bzw. die Links von aus der Datenbank entfernten Objektnummern ins Leere führen. Ein ggf. vorhandenes Icon  führt zu den Angaben des Kulturdenkmals bei Wikidata.

## Liste der Kulturdenkmale in Hellerberge
| Bild           | Bezeichnung                                            | Lage                         | Datierung                      | Beschreibung | ID       |
| -------------- | ------------------------------------------------------ | ---------------------------- | ------------------------------ | --- | -------- |
| Weitere Bilder | Hauptmann-Hirsch-Denkmal: Denkmal und Erinnerungstafel | Hellerhofstraße (Karte)      | bezeichnet 1822 (Denkmal)      | Gedenkstätte für den königlich-sächsischen Artillerie-Hauptmann Johann Baptista Joseph Hirsch, Denkmal aus Granitquader mit Inschrift auf Bruchsteinsockel und Helmaufsatz, in Anlehnung an das Moreau-Denkmal auf der Räcknitzhöhe gestaltet, personengeschichtlich bedeutend 1945 vom ursprünglichen Standort um rund 200 Meter an die Hellerhofstraße, Ecke Radeburger Straße versetzt, 2018 restauriert | 09216967 |
| Weitere Bilder | Steinkreuz                                             | Königsbrücker Straße (Karte) | um 1402 (Mord- und Sühnekreuz) | anlässlich des Todes eines Menschen durch Totschlag oder Unfall errichtetes kreuzförmiges Erinnerungsmal, so genanntes Mord- und Sühnekreuz, ortsgeschichtlich bedeutsam, besonderer Wert auch wegen des hohen Alters Jonaskreuz in Erinnerung an Jonas Daniel, der an dieser Stelle erschlagen wurde, als er zwei Kinder verteidigen wollte                                                                | 09218174 |